# 万盈镇
万盈镇，是中华人民共和国江苏省盐城市大丰区下辖的一个乡镇级行政单位。

## 行政区划
万盈镇下辖以下地区：
文达村、六里村、三合村、益民村、万盈村、兆丰村、苗丰村、双福村、双灶村、康宁村、金龙村、六川村、双星村、殷灶村、顾灶村、西灶村、天池村和沈灶村。